# ATSV Linz
L'ATSV Linz è una squadra di pallamano maschile austriaca con sede a Linz. È stata fondata nel 1986.

## Palmarès

### Trofei nazionali
- Campionato austriaco: 1
  - 1960-61.

### Partecipazioni alle coppe europee
| Comp.                    | Avversario           | Round            | PG | PV | PN | PP | GF | GS | DF  |
| ------------------------ | -------------------- | ---------------- | -- | -- | -- | -- | -- | -- | --- |
| Coppa Campioni 1961-1962 | RK Partizan Belgrado | Ottavi di finale | 1  | 0  | 0  | 1  | 21 | 33 | -12 |
| Totale                   | -                    | -                | 1  | 0  | 0  | 1  | 21 | 33 | -12 |